# Homewood Canyon (Kalifornija)
Homewood Canyon je naseljeno područje za statističke svrhe u američkoj saveznoj državi Kalifornija. Prema popisu stanovništva iz 2010. u njemu je živjelo 44 stanovnika.